# Maria Cristina Ferro de Carrasquilla
Maria Cristina Ferro de Carrasquilla (Bogotà, 1947 - 2015), microbióloga colombiana, investigadora en Leishmaniosis que va treballar per més de quaranta anys a l'Institut Nacional de Salut (INS). Les seves aportacions en el camp de la parasitologia són reconegudes a escala mundial i per això una espècie descoberta recentment va ser nomenada Lutzomyia ferroae. Les principals recerques de María Cristina es van centrar en l'estudi dels vectors de les leishmaniosis i l'Encefalitis equina veneçolana. Va rebre el premi investigadora emèrita de l'INS l'any 2007

## Biografia
Va cursar la primària al col·legi Nuestra Señora de las Lajas a Ipiales. Posteriorment la seva família es va traslladar a Bogotà, va ingressar al Col·legi Santa Clara, on va iniciar els seus estudis de batxillerat, els quals va concloure a Madrid (Espanya) en el Real Col·legi de Santa Isabel-La Asunción. Va ingressar a la Universitat dels Andes a Bogotà on va estudiar Microbiologia, i va acabar els seus estudis de pregrau l'any 1969. En aquest mateix any va ingressar al Grup d'Entomologia de l'Institut Nacional de Salut, on va començar a desenvolupar els seus primers treballs i recerques sobre els vectors de la Leishmaniosis al costat dels entomòlegs Ernesto Osorno Mesa, Fenita Muñoz de Osorno i Alberto Morales Alarcón. L'estudi de la taxonomia, la biologia i l'ecologia dels flebotomins la portaria a tenir gran reconeixement a escala nacional i internacional. Durant els anys 1975 i 1976, havent obtingut una beca del British Council va viatjar a Londres (Anglaterra), on va realitzar un mestratge en Parasitologia Mèdica a l'Escola d'Higiene i Medicina Tropical de Londres. Al seu retorn, es va reintegrar com a professional especialitzat al Laboratori d'Entomologia de l'Institut Nacional de Salut.
A partir de l'any 1994 va ser nomenada coordinadora d'aquest laboratori, càrrec que va exercir fins al seu retir l'any 2005. A l'any següent el seu vincle amb aquest laboratori es va renovar en la seva qualitat d'assessora i investigadora en els diferents projectes amb els quals va seguir compromesa fins al 2015. L'any 2006, es va incorporar al Comitè Editorial de la Revista de Biomèdica de l'Institut Nacional de Salut, en el qual es va ocupar de la revisió editorial i l'avaluació dels articles en el camp de l'Entomologia. En el 2007, l'Institut li va atorgar la distinció d' “Investigadora Emèrita”, com a reconeixement “dels immensos serveis prestats a través de rellevants recerques en leishmaniosis i encefalitis en el camp de l'entomologia mèdica, estudis científics que han contribuït ostensiblement a la generació del coneixement en aquesta institució i al benefici de la societat colombiana”.

## Àrees de recerca
Les principals recerques de Maria Cristina es van centrar en l'estudi dels vectors de la leishmaniosi i l'Encefalitis equina veneçolana. La seva contribució ha estat molt valuosa en l'estudi dels flebotomes de Colòmbia, ja que va descriure tres noves espècies de Lutzomyia (Lutzomyia torvida, Lutzomyia falcata i Lutzomyia tolimensis), va fer nous registres per al país, així com estudis sobre la distribució i la biologia de diverses espècies d'aquests insectes i sobre els aspectes genètics, aïllaments de Leishmania spp. i de nous virus a partir dels flebotomins, i treballs de recerca sobre la incriminació, la capacitat vectorial, i els factors ambientals i ecològics associats amb la transmissió de la leishmaniosis. Per la seva gran contribució en aquest camp, una nova espècie de Lutzomyia va ser nominada en el seu honor com Lutzomyia ferroae.

## Premis i reconeixements
- Premi a l'Investigador “Colciencias 1995” - Classificació del Laboratori d'Entomologia, dirigit per ella, com a “Grup d'Excel·lència” i en la categoria “A” de la convocatòria de Grups de Colciencias.
- Premi “Ernesto Osorno Mesa” al Congrés de la Societat Colombiana d'Entomologia.
- Editora Associada en la revista Biomèdica de l'Institut Nacional de Salut.
- Reconeixement per part de Colciencias com a Investigador Sènior
- Esment d'Honor en la categoria de “Ciències Mèdiques i de Salut”
- Gran Premi a la Vida i Obra dels Investigadors Emèrits de Colòmbia, 2014, convocat per Colciencias i la revista Semana, en “reconeixement de les seves aportacions al desenvolupament de la ciència, la tecnologia i la innovació a Colòmbia

## Principals publicacions
Al llarg la seva trajectòria científica va publicar més de 100 articles i quatre capítols de llibres; va dirigir i va assessorar diversos treballs de grau a escala de pregrau i postgrau i va participar en diferents esdeveniments científics de caràcter nacional i internacional sobre medicina tropical, parasitologia i entomologia.:
- MOFFETT, A., STRUTZ, S., GUDA, N., GONZÁLEZ, C., FERRO, M. C., SÁNCHEZ-CORDERO, V., & SARKAR, S. (2009). A global public database of disease vector and reservoir distributions. PLoS Negl Trop Dis, 3(3), e378.
- VILLAR, L. Á., OCAMPO, C., & FERRO, M. C. (2013). La importancia creciente de las fiebres hemorrágicas en Colombia. Biomédica, 33, 5-8.